# نادي الفاو
نادي الفاو السعودي هو أحد أندية الدرجة الثالثة بمنطقة الرياض في محافظة السليل , تأسس عام 2014 م ’ يلعب النادي مبارياته في ملعب مدينة الأمير ناصر بن عبد العزيز الرياضية بوادي الدواسر .

## تشكيلة الفريق الحالية
ملاحظة: تشير الأعلام إلى المنتخب الوطني على النحو المحدد في قواعد الأهلية للفيفا. قد يحمل اللاعبون أكثر من جنسية واحدة غير تابعة للفيفا.
| الرقم | البلد    | المركز | اللاعب           |
| ----- | -------- | ------ | ---------------- |
| --    | السعودية | حارس   | أحمد مسرحي       |
| --    | السعودية | حارس   | فيصل الشهراني    |
| --    | السعودية | حارس   | هذال الصبياني    |
| --    | السعودية | مدافع  | عبد الله الكيادي |
| --    | السعودية | مدافع  | حسان هوساوي      |
| --    | السعودية | مدافع  | مهند فريج        |
| --    | السعودية | مدافع  | نواف المولد      |
| --    | السعودية | مدافع  | صالح آل حمسل     |
| --    | السعودية | مدافع  | فيصل دغريري      |
| --    | السعودية | مدافع  | خالد هوساوي      |
| --    | السعودية | مدافع  | الوليد الحجيري   |
| --    | السعودية | مدافع  | عطية الراجحي     |

| الرقم | البلد    | المركز | اللاعب              |
| ----- | -------- | ------ | ------------------- |
| --    | السعودية | وسط    | عماد سفياني         |
| --    | السعودية | وسط    | محمد حداد           |
| --    | السعودية | وسط    | أحمد الأسمري        |
| --    | تشاد     | وسط    | فيصل يوسف           |
| --    | تشاد     | وسط    | عبد الله عبد الرزاق |
| --    | السعودية | وسط    | يوسف فقيرة          |
| --    | السعودية | وسط    | بندر قيسي           |
| --    | السعودية | وسط    | حسن الشمراني        |
| --    | السعودية | مهاجم  | رضوان هوساوي        |
| --    | السعودية | مهاجم  | بدر باعيسى          |
| --    | السعودية | مهاجم  | ريان يماني          |

## مجلس الإدارة
أعضاء مجلس الإدارة:
| رئيس مجلس الإدارة      | راشد بن مزحم الدوسري       |
| نائب رئيس مجلس الإدارة | محمد بن مرضي الدوسري       |
| الأمين العام           | مبارك بن سعيد الدوسري      |
| أمين الصندوق           | شايع بن مرضي الدوسري       |
| عضو                    | ظافي بن محمد الدوسري       |
| عضو                    | عبد العزيز بن شايع الدوسري |
| عضو                    | حمد بن حنيف الدوسري        |
| عضو                    | ثامر بن بادي الدوسري       |
| عضو                    | فهد بن محمد القحطاني       |